# 83-42
83-42 è il nome di un'isola rocciosa, posizionata nell'Oceano Artico, che si ipotizza essere il territorio stabile (quindi che non può essere cancellato da eventi atmosferici e/o marini) posto più vicino al Polo Nord. L'isola è meglio nota come isola di Schmitt, dal nome del suo primo scopritore.
Le sue dimensioni sono di 35×15 metri e si trova a 83°42′05.2″N 30°38′49.4″O, cioè a 699,8 chilometri dal Polo Nord. Scoperta nel 1998, è alta 4 metri.
Se dovesse essere confermata la sua pianta stabile, sarebbe considerata il secondo territorio più a Nord mai conosciuto.